# USS Isherwood (DD-520)
Almirante Guise (DD-72) à partir de 1961
Pour les autres navires du même nom, voir USS Isherwood.
L'USS Isherwood (DD-520) est un destroyer de la classe Fletcher en service dans la Marine des États-Unis pendant la Seconde Guerre mondiale. Il a été nommé en l'honneur du contre-amiral (rear admiral) Benjamin F. Isherwood (1822–1915).

## Construction
Sa quille est posée le 12 mai 1942 au chantier naval Bethlehem Mariners Harbor de Staten Island, dans l'état du New York. Il est lancé le 24 novembre 1942, parrainé par Mme A. J. Kerwin, petite-fille du contre-amiral Isherwood, et mis en service le 12 avril 1943 au chantier naval de New York (New York Navy Yard).

## Historique
Le nouveau destroyer a effectué son entraînement d'essai dans la baie de Casco dans le Maine, et au large de la baie de Guantanamo à Cuba, en avril et mai. Au cours des deux mois suivants, il a opéré avec un groupe de patrouille et d'escorte à partir de la base navale Argentia (Naval Station Argentia - NS Argentia) à Terre-Neuve, et le 5 août 1943, il est parti pour l'Angleterre avec le navire de transport de troupes RMS Queen Mary. Le Isherwood arrive à Scapa Flow le 19 août pour mener des opérations combinées avec la Home Fleet britannique, y compris une recherche vers Spitzbergen du cuirassé allemand Tirpitz. Naviguant le 14 septembre, le destroyer est retourné à Boston avec un convoi le 29 septembre 1943.
Le Isherwood est ensuite réaffecté dans le Pacifique, quittant Boston le 14 novembre pour San Francisco. De là, il se rend à Pearl Harbor et appareille le 11 décembre pour rejoindre la Task Force 94 (TF 94) dans les Aléoutiennes. Pendant les huit mois suivants, le Isherwood effectue des ratissages anti-sous-marins dans les eaux froides de l'Alaska. En juin, il participe aux bombardements des îles Kouriles et arrive finalement à San Francisco pour des réparations le 15 août 1944.

### L'invasion des Philippines
Le Isherwood s'est rendu à Pearl Harbor le 26 août 1944 pour participer à l'invasion tant attendue des Philippines, prévue pour octobre. Il est arrivé à Manus le 4 octobre et s'est rendu dans le golfe de Leyte avec la force d'assaut le 20 octobre, effectuant des tâches d'escorte et de patrouille pendant les premiers jours de l'opération. Il a également fourni un appui de tir et des tirs d'éclairage de nuit. Le Isherwood est resté dans la zone d'assaut pendant la gigantesque  bataille en quatre parties du golfe de Leyte, du 23 au 26 octobre, au cours de laquelle la flotte de surface japonaise a été pratiquement anéantie. Au cours du mois de novembre, le navire a escorté des convois depuis des bases avancées jusqu'aux Philippines, afin de soutenir le renforcement des troupes dans ce pays.
La prochaine grande campagne d'invasion des Philippines devait avoir lieu dans le golfe de Lingayen. Le Isherwood a rejoint la force d'attaque Lingayen du vice-amiral Theodore S. Wilkinson à Manus, et a pris la mer le 27 décembre. Pendant le voyage à travers les îles de Leyte à Lingayen, les groupes de transport et les groupes opérationnels de porte-avions ont été attaqués sans cesse par des kamikazes, mais même ces attaques désespérées n'ont pu arrêter l'invasion. Le Isherwood a abattu au moins un avion suicide et a aidé à en détruire d'autres avant d'arriver dans la zone d'assaut le 9 janvier 1945. Il a protégé un groupe de péniches de débarquement pendant le débarquement, et a navigué vers Leyte avec un groupe de retour le 11 janvier. Au cours des derniers jours du mois, soit les 29 et 30 janvier, le navire est retourné à Luzon pour appuyer les débarquements sans opposition à San Antonio et dans la baie de Subic, alors que les unités terrestres se dirigeaient vers Manille. Le Isherwood est resté aux Philippines pour assurer une protection anti-sous-marine et effectuer des patrouilles jusqu'à la mi-mars.

### Invasion d'Okinawa
Le Isherwood s'est embarqué pour l'opération d'Okinawa le 21 mars 1945 ; et, après son arrivée 5 jours plus tard, il a pris part aux débarquements sur Kerama Retto en préparation de l'assaut principal sur Okinawa. Les troupes de la force opérationnelle principale débarquent le 1er avril dans la plus grande opération amphibie de la guerre du Pacifique, et deux jours plus tard, l'Isherwood se déplace vers une position au large des plages pour des missions d'appui-feu. Cette opération s'est poursuivie jusqu'au 16 avril, lorsque le navire a été envoyé pour aider les destroyers USS Pringle (DD-477) et USS Laffey (DD-724) en difficulté au large de Ie Shima. Cet après-midi-là, il a pris la relève du Laffey en tant que navire directeur de la chasse au poste de piquetage.
Dans les jours qui suivent, le Isherwood subit de nombreux raids aériens intenses, les Japonais tentant désespérément de repousser la flotte d'invasion avec des avions suicides. Alors qu'il était en poste le 22 avril, un kamikaze a attaqué le destroyer au crépuscule et a écrasé le support du canon n°3. Un vétéran a décrit le pilote kamikaze comme : "un jockey monté sur un cheval". De nombreux incendies ont été allumés par le bombardier en piqué Aichi D3A1 " Val " et sa bombe de 500 livres, mais ils ont tous été rapidement éteints, sauf celui qui s'est déclaré dans le compartiment des grenades sous-marines à l'arrière. Après 25 minutes de lutte dangereuse contre l'incendie, la charge a explosé, causant de gros dégâts dans la salle des machines arrière. Le Isherwood est arrivé à Kerama Retto avec plus de 80 hommes tués, blessés ou disparus.

### Après la guerre
Le Isherwood est arrivé à Ulithi pour des réparations le 9 mai 1945 et a navigué dans la baie de San Francisco le 3 juin. Il a terminé sa révision juste au moment où la guerre du Pacifique prenait fin et, après des exercices d'entraînement, il est parti le 3 octobre pour New York. Après avoir pris part à la revue présidentielle du Navy Day, le navire s'est rendu à Charleston en Caroline du Sud, où il a été désarmé le 1er février 1946 et placé dans la flotte de réserve de l'Atlantique (Atlantic Reserve Fleet).
Le Isherwood a été remis en service à Charleston le 5 avril 1951 et, après un essai et un entraînement dans les Caraïbes, il est arrivé à la base navale de Newport  (Naval Station Newport), son nouveau port d'attache, le 6 août. La garde d'avions au large de Jacksonville et les opérations dans la baie de Narragansett l'ont occupé jusqu'à la fin de 1951. Il s'est ensuite embarqué pour une croisière avec la 6e flotte (United States Sixth Fleet) en Méditerranée, partant le 22 avril 1952, et, pendant les six mois suivants, il a visité divers ports pour soutenir les importantes opérations de maintien de la paix de la flotte. Il est retourné à son port d'attache le 17 octobre 1952.
Le Isherwood a effectué une autre croisière pour la 6e flotte du 22 avril au 26 octobre 1953, après quoi il a participé à des manœuvres et à des gardes aériens au large de la côte Est. En juin 1954, le navire a suivi un entraînement de remise à niveau à partir de la baie de Guantanamo et a quitté Newport le 30 novembre 1954 pour rejoindre la flotte du Pacifique (Pacific Fleet).
Le navire vétéran est arrivé à San Diego via le canal de Panama le 15 décembre 1954, et s'est embarqué pour l'Extrême-Orient le 4 janvier 1955. Pendant cette croisière, il opère principalement aux Philippines, avec une période de patrouille à Taiwan en avril et mai 1955. Son rôle dans ces importantes opérations de la 7e flotte (United States 7th Fleet) s'est terminé en juin et il est arrivé à San Diego le 19 pour un entraînement supplémentaire et pour être prêt à naviguer. L'année 1956 ramène cependant le Isherwood dans ces eaux troubles, puisqu'il participe de janvier à juillet à des opérations au large de Taïwan, de la Malaisie et du Japon.
Le destroyer retourne en Extrême-Orient en 1957, faisant escale à Sydney, Perth et Darwin, en Australie, avec les trois autres destroyers de la DesDiv 211, DesRon 21. Il s'agit de la première visite de l'US Navy dans un port australien, et le pays accueille les navires en ouvrant un parc national à Sidney, commémorant la bataille de la mer de Corail.
Au cours de l'année 1958, le navire a navigué au large de Taïwan pendant la crise tendue de Quemoy-Matsu, lorsque les forces américaines à flot ont contribué à empêcher un embrasement entre la Chine nationaliste et la Chine communiste. Le navire est retourné à son port d'attache de San Diego le 7 décembre 1958, et a passé les 6 premiers mois de 1959 en manœuvres et exercices d'entraînement après avoir été remis en état à Mare Island (Vallejo) Navy Yard. L'Isherwood a ensuite pris la mer pour sa 5e croisière de la 7e flotte le 1er août 1959. Au cours des mois suivants, il opère avec le porte-avions USS Lexington (CV-16)) dans la mer de Chine méridionale, contribuant à limiter les combats au Laos et à renforcer les efforts des Nations unies pour trouver une solution. Après d'autres opérations de vol et des exercices de la flotte, le navire s'est embarqué pour San Diego le 29 novembre 1959.
En 1960, le 'Isherwood a pris part à des opérations d'entraînement, y compris une croisière d'été pour la formation des aspirants (midshipman) du Corps de formation des officiers de la réserve navale (Naval Reserve Officers Training Corps - NROTC), avant de repartir pour la 7e flotte le 18 octobre. Il a participé à la patrouille de Taiwan et à un exercice amphibie à Okinawa avant d'arriver à San Diego le 27 mars 1961.
Le Isherwood s'est entraîné au large de la Californie jusqu'à son désarmement le 11 septembre 1961.

### Service péruvien
Pour les autres navires du même nom, voir BAP Almirante Guise.
.
Le Isherwood a été prêté au Pérou le 8 octobre 1961.
Déjà en service au Pérou et rebaptisé BAP Almirante Guise (DD-72), le navire a participé à plusieurs exercices, dont les manœuvres multinationales UNITAS.
En 1971, le navire a participé à des exercices anti-sous-marins dans les eaux territoriales nationales, entre Ilo et Matarani, avec les destroyers BAP Villar (DD-71), BAP Rodrigez (DE-63) et trois sous-marins de l'escadron lorsque la présence d'un quatrième sous-marin de nationalité inconnue a été enregistrée dans la zone. Après avoir demandé la permission au commandement naval de Lima, ils ont procédé conformément aux conventions internationales pour leur demander de sortir, mais le sous-marin a ignoré la demande, une grenade anti sous-marine a été larguée pour avertir le sous-marin de faire surface, mais le sous-marin a de nouveau décliné l'invitation, alors comme il n'y avait pas d'autre option, le BAP Villar (DD-71) et ensuite le BAP Aguirre (DE-62) ont attaqué le sous-marin avec des grenades anti sous-marines et bien qu'ils n'aient pas réussi à le détruire, le sous-marin a commencé sa retraite sérieusement endommagé et avec des pertes parmi son équipage, cet événement est connu comme "l'incident d'Ilo" ou le "combat naval d'Ilo" (selon les sources).
Le BAP Almirante Guise (DD-72) a été définitivement acheté par le gouvernement péruvien aux États-Unis en même temps que le BAP Villar (DD-71), le 15 janvier 1974 et l'année suivante, il a subi des travaux de modernisation qui comprenaient l'installation d'une plate-forme pour le montage d'un hélicoptère anti-sous-marin (ASW) Agusta-Bell AB 212.2
Il a été désarmé en 1981 et avant d'être mis au rebut, il a été utilisé comme cible pour des exercices avec les missiles Exocet MM38 du BAP Ferré (DM-74).

## Décorations
Le Isherwood a reçu 5 battle stars (étoiles de combat) pour son service pendant la Seconde Guerre mondiale.